# Annika Söder
Karin Annika Bjurner Söder, född 22 juni 1955, är en svensk diplomat och politiker (socialdemokraterna).

## Biografi
Söder antogs vid Utrikesdepartementet 1982 och har bland annat arbetat med FN-frågor, EU-frågor, säkerhetspolitik och utvecklingssamarbete i olika chefspositioner. Hon har varit rådgivare i utrikespolitiska frågor till stats- och utrikesministrar samt under perioden 1996–2000 varit talesperson och chef för Utrikesdepartementets press- och informationsavdelning, med ställning som ambassadör. Hon var statssekreterare för utvecklingssamarbete och humanitära frågor från 2002 till september 2006. I januari 2007 utsågs hon till undergeneraldirektör (Assistant Director-General) i FN:s livsmedels- och jordbruksorganisation (FAO) med ansvar för samordningen av FAO:s verksamhet och koordinering inom FN-systemet och för FAO:s arbete med millenniemålen, samt senare även press- och kommunikation och samarbete med civilsamhället och näringslivet. Söder tillträdde som verkställande direktör Dag Hammarskjölds minnesfond i Uppsala  i september 2012. Hon var kabinettssekreterare på Utrikesdepartementet (UD) från oktober 2014 till 11 december 2019. 
Annika Söder är från början journalist och har varit styrelseledamot i Sveriges Radio, Svenska industritjänstemannaförbundet (SIF), Svenska institutet, i Folke Bernadotte Akademin, den internationella alliansen för vaccination och immunisering (GAVI), och i det svenska institutet för tranistionsekonomier (SITE) och ordförande för Expertgruppen om biståndsfrågor (EGDI). Hon har även varit guvernör i Asiatiska utvecklingsbanken och i Afrikanska utvecklingsbanken samt medlem av styrelsen för Institutet för fortbildning av journalister (Fojo). Hon ingår i The International Advisory Board of Crisis Management Initiative.

### Familj
Annika Söder är dotter till förre generaldirektören Gunnar Söder och förra utrikesministern och centerledaren Karin Söder. Hon är gift med pensionerade ambassadören Anders Bjurner.